# 単一変数の原理
単一変数の原理（たんいつへんすうのげんり、英: principle of univariance）とは、視細胞にいったん光が吸収されると、視細胞の出力は吸収した光量子の数のみが有効な情報となり、どのような波長の光を吸収したかという情報は失われてしまうという視覚、色覚の仕組みのこと。
ある光は種々の波長成分を持つが、個々の視細胞はその波長での感度（吸収率）にしたがって光量子を吸収するだけである。視細胞はさまざまな波長と強度の異なる組み合わせによって刺激されうる。これは個々の錐体細胞は波長を見分けることができず、色を認識できないことを意味する。波長に対する感度の異なるタイプの錐体の応答度を比較することによってはじめて波長の差の情報が生じ、色覚が生じると考えられる。
単一変数の原理は、イギリスの生理学者、ウィリアム・アルバート・ヒュー・ラシュトンによって発見された。